# El Sauz de Villaseñor
El Sauz de Villaseñor es una localidad del estado mexicano de Guanajuato. Es parte del municipio de Celaya.

## Demografía
| Gráfica de evolución demográfica |
|                                  |

| Censo | Población |
| ----- | --------- |
| 1900  | 756       |
| 1910  | 282       |
| 1921  | 355       |
| 1930  | 295       |
| 1940  | 451       |
| 1950  | 908       |
| 1960  | 1 194     |
| 1970  | 1 446     |
| 1980  | 1 495     |
| 1990  | 1 979     |
| 2000  | 1 662     |
| 2010  | 1 751     |
| 2020  | 1 874     |